# Мортон, Артур Лесли
Артур Лесли Мортон (англ. Arthur Leslie Morton; 1903, Саффолк — 23 октября 1987 года) — британский историк-марксист. Был независимым исследователем (т. е. не связанным с какими-либо официальными академическими институтами). В 1946 году стал председателем «Исторической группы» Компартии Великобритании. Наибольшую известность ему принесла работа «Народная история Англии», а также исследования о Уильяме Блейке, рэнтерах и труд «Английская утопия».

## Биография
С 1921 по 1924 гг. учился в Кембриджском университете. Там он впервые столкнулся с социалистическими идеями, вероятно, благодаря группе коммунистов, группировавшихся вокруг Мориса Добба. Позже Мортон преподавал в экспериментальной школе Александра Нилла «Саммерхилл», где реализовывались принципы либертарной педагогики.
Вращался в кругах лондонской левой интеллигенции, когда работал журналистом «Дейли Уоркер». Дружил с певцом Альбертом Ллойдом и философом Морисом Корнфортом. Общался с поэтом и писателем Виктором Нойбергом.
Его «Народная история Англии» стала выражением взгляда британских коммунистов на историю страны, несколько раз переиздавалась. В 1954-1955 с Кристофером Хиллом, Эриком Хобсбаумом и византинистом Робертом Браунингом посетил Москву.
Позднее эмигрировал в ГДР, где и умер.

## Сочинения
- История Англии = A People's History Of England / Пер. с англ. Н. С. Чернявской, под ред. и со вступ. ст. А. Самойло. — М.: Издательство иностранной литературы, 1950. — 463 с.
- Английская Утопия = The English utopia / Пер. с англ. О. В. Волкова, под ред. и со вступ. ст. В. Ф. Семёнова. — М.: Издательство иностранной литературы, 1956. — 278 с. (недоступная ссылка)
- Мортон А. Л., Тэйт Дж. История английского рабочего движения. 1770-1920 = The British Labour Movement, 1770-1920. — М.: Издательство иностранной литературы, 1959. — 420 с.
- От Мэлори до Элиота = The matter of Britain. — М., Прогресс, 1970. — 256 с.